# Onthophagus signifer
Onthophagus signifer är en skalbaggsart som beskrevs av Edgar von Harold 1877. Onthophagus signifer ingår i släktet Onthophagus och familjen bladhorningar. Inga underarter finns listade i Catalogue of Life.